# Główczyno
Główczyno (deutsch Egloffstein) ist ein kleiner Ort in der polnischen Woiwodschaft Ermland-Masuren. Er gehört zur Gmina Barciany (Landgemeinde Barten) im Powiat Kętrzyński (Kreis Rastenburg).

## Geographische Lage
Główczyno liegt in der nördlichen Mitte der Woiwodschaft Ermland-Masuren, 13 Kilometer südöstlich der früheren Kreisstadt Gerdauen (heute russisch Schelesnodoroschny) und 19 Kilometer nördlich der heutigen Kreismetropole Kętrzyn (deutsch Rastenburg).

## Geschichte
Egloffstein war ursprünglich lediglich ein großer Hof und gehörte als Exklave zum Gutsbezirk Arklitten (polnisch Arklity) im ostpreußischen Kreis Gerdauen. Im Jahre 1905 zählte es 29 Einwohner.
Am 30. September 1928 wurde Egloffstein aus dem Gutsbezirk Arklitten in die Landgemeinde Bieberstein (polnisch Bobrowo) umgegliedert.
Als 1945 in Kriegsfolge das gesamte südliche Ostpreußen an Polen fiel, war auch Egloffstein davon betroffen und erhielt die polnische Namensform „Główczyno“. In die heutige Siedlung (polnisch Osada) ist der Weiler (polnisch Przysiółek) Cacki (deutsch Schätzelshöfchen) einbezogen. Zusammen bilden sie eine Ortschaft innerhalb der Landgemeinde Barciany (Barten) im Powiat Kętrzyński (Kreis Rastenburg), bis 1998 der Woiwodschaft Olsztyn (Allenstein), seither der Woiwodschaft Ermland-Masuren zugehörig.

## Kirche
Bis 1945 war Egkloffstein in die evangelische Kirche Molthainen (1938 bis 1945 Molteinen, polnisch Mołtajny)  in der Kirchenprovinz Ostpreußen der Kirche der Altpreußischen Union sowie in die katholische Kirche St. Bruno in Insterburg (heute russisch Tschernjachowsk) im damaligen Bistum Ermland eingepfarrt.
Heute gehört Główczyno katholischerseits zur Pfarrei Mołtajny im jetzigen Erzbistum Ermland sowie zur evangelischen Kirchengemeinde Barciany, einer Filialgemeinde der Johanneskirche in Kętrzyn in der Diözese Masuren der Evangelisch-Augsburgischen Kirche in Polen.

## Verkehr
Główczyno ist von Bobrowo (Bieberstein) aus auf einer Nebenstraße nach Gęsiki (Meistersfelde) erreichbar. Eine Bahnanbindung besteht nicht mehr. Bis 1945 war Egloffstein Bahnstation an der Bahnstrecke Barten–Gerdauen der Rastenburger Kleinbahnen.